# برايان كيلي (لاعب شطرنج)
برايان كيلي (بالإنجليزية: Brian Kelly)‏ (و. 1978  م) هو لاعب شطرنج أيرلندي، ولد في يورك، شارك في أولمبياد الشطرنج الـ31 ‏، وشارك في أولمبياد الشطرنج 2004، وشارك في أولمبياد الشطرنج 2006، وشارك في أولمبياد الشطرنج 2002، وشارك في أولمبياد الشطرنج 1998، وشارك في أولمبياد الشطرنج 2008.

## التعليم
تعلم في Methodist College Belfast ‏
.

## روابط خارجية
- برايان كيلي على موقع الاتحاد الدولي للشطرنج (الإنجليزية)
- برايان كيلي على موقع مباريات الشطرنج (الإنجليزية)
- برايان كيلي على موقع 365Chess.com (الإنجليزية)
- برايان كيلي على موقع Chesstempo.com (الإنجليزية)
- برايان كيلي سجل أولمبياد الشطرنج على موقع OlimpBase.org (الإنجليزية)